# Tlapitzalli
Il  tlapitzalli è uno strumento musicale noto alle civiltà precolombiane mesoamericane, e in particolare agli Aztechi. 

## Descrizione
Si tratta di un tipo di flauto, costruito generalmente in argilla (forse anche in legno), spesso decorato con disegni astratti o immagini delle divinità azteche. Il tlapitzalli poteva essere multi-camera, e ne sono stati trovati esemplari a quattro camere.
Il nome deriva dalla lingua nahuatl.